# Springbeek

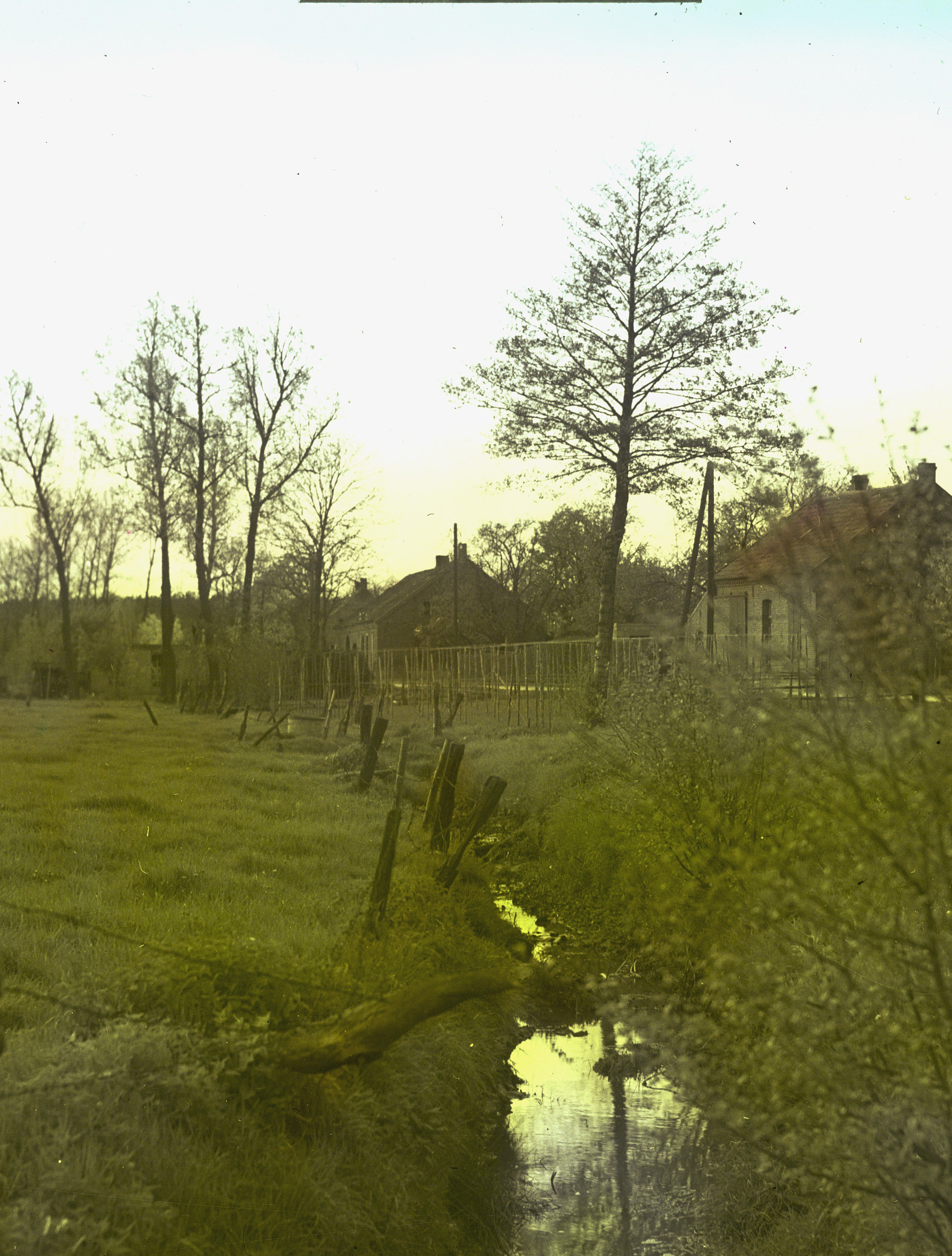
De Springbeek

De Springbeek is een beek bij Hout-Blerick in de gemeentes Peel en Maas en Venlo in Nederlands Limburg en ligt in het stroomgebied van de Maas. De beek mondt uit in de Maas.

## Ligging
De beek ontspringt ten noorden van Soeterbeek in het natuurgebied Dubbroek. De beek stroomt in noordoostelijke richting en passeert buurtschap Dubbroek en buigt verder af in oostelijke richting. De beek maakt dan een haakse bocht en stroomt in zuidelijke richting, even verder mondt de Berendonkse Beek er op uit en maakt ze weer een bijna haakse bocht naar het oostzuidoosten om met een bocht naar het noordoosten terug te keren en daar met een bijna haakse bocht haar loop in het verlengde van het eerdere tracé te vervolgen in zuidoostelijke richting. Nadat ze de N273 kruist passeert ze Hout-Blerick om vervolgens ten zuiden van de Venlose wijk Meuleveld uit te monden in de Maas.
De oude Springbeek lag vroeger tussen tussen de haakse bocht naar het zuiden en de N273 ongeveer 250 meter noordelijker.

## Watermolen
- Watermeule bij Hout-Blerick